# Cesare Rimini
Cesare Rimini (Mantova, 21 giugno 1932 – Milano, 15 ottobre 2023) è stato un avvocato, giornalista e scrittore italiano, specializzato in cause matrimoniali.

## Biografia
Di famiglia ebraica, dopo l’entrata in vigore delle leggi razziali fasciste del 1938 visse l'infanzia con le sorelle e i cugini a Mondaino sull’Appennino Romagnolo, sotto il falso cognome di Ruini. Trasferitosi a Milano si laureò alla Statale di Milano e successivamente iniziò la professione d'avvocato nello studio di un cugino del padre, l’avvocato Arturo Orvieto.
Fu autore di molti commenti inerenti alla sua disciplina, pubblicati periodicamente dal quotidiano Corriere della Sera ( per il sito del quale curò fino al 2012 anche il forum Matrimonio), di libri sulla sua esperienza e anche di filastrocche per bambini.
Nell'ambito della letteratura per ragazzi venne coinvolto nel progetto ludico didattico "La parola alla giuria", pubblicato a metà degli anni '70 sul "Corriere dei Ragazzi",  ideato e sceneggiato da Mino Milani e illustrato da Milo Manara. Tale rubrica, che istruiva un immaginario processo a vari personaggi della storia, prevedeva una sentenza espressa dai lettori che poi veniva giuridicamente commentata da Rimini.

## Pubblicazioni
- Dica pure avvocato, Arnoldo Mondadori Editore 1988
- Lasciamoci così... appunti e ricordi di un avvocato matrimonialista, Longanesi 1994
- Una carta in più, Mondadori 1997
- Sei nipoti... e cinque terre, Fratelli Fabbri Editori 1998
- Nove nipoti... e cinque terre, Fratelli Fabbri Editori 2004
- E a casa, tutti bene?, Bompiani 2006 ISBN 88-452-5742-8
- Le storie di Piero, Bompiani 2008
- Forse che no. Alla ricerca dell'eleganza, Editrice San Raffaele 2011